# Габријеле Росети
Габријеле Росети (итал. Gabriele Rossetti; Фиренца, 7. март 1995) је италијански стрелац.

## Биографија
Рођен је 7. марта 1995. у Фиренци као син Бруна Росетија, освајача олимпијске медаље.
Представљао је Италију на Летњим олимпијским играма 2016. где је освојио златну медаљу. Такође, следеће године је освојио појединачне и тимске златне медаље у стрељаштву на Светском првенству у Москви.
Учествовао је на Летњим олимпијским играма 2020, а 2024. је освојио златну медаљу.